# Julio Borrego Nieto
Julio Borrego Nieto (Moralina, Zamora, 1951) es un catedrático español de la Universidad de Salamanca en el área de conocimiento de la Lengua Española y académico correspondiente de la Real Academia Española, puestos que compagina con otras actividades como las de conferenciante, investigador y prolífico escritor.

## Biografía
Nace en Moralina, municipio en el que vive hasta los cinco años, momento en el que su familia se traslada a Moral de Sayago y poco después a la ciudad de Zamora. Es en esta última ciudad donde inicia su formación académica y en la que cursó estudios en el Instituto de Educación Secundaria Claudio Moyano, donde sería alumno de Ramón Luelmo. Ya en esta etapa muestra una clara preferencia por las asignaturas de lengua y literatura que, más tarde, lo llevarían a elegir la Facultad de Filosofía y Letras de la Universidad de Salamanca.
Tras años dedicados a la docencia como profesor titular de Lengua Española de la Universidad de Salamanca, el Rectorado de esta última institución decide, en 1988, nombrarlo catedrático de universidad de la Universidad de Salamanca en el área de conocimiento de lengua española en el Departamento de Lengua Española, al haber sido el aspirante propuesto por la comisión que juzgaba el concurso. Posteriormente, en junio de 2004, la máxima institución de la lengua en España decide nombrarlo académico correspondiente de la Real Academia Española por Castilla y León, para así recompensar la importante labor intelectual de este filólogo zamorano.

## Obra
Referencias bibliográficas de la obra de Julio Borrego:
- Artículos de revistas:
  - La norma en las gramáticas de la Real Academia Española. LEA: Lingüística española actual, ISSN 0210-6345, Vol. 30, N.º 1, 2008, pags. 5-36.
  - El dialecto leonés en la provincia de Zamora. Anuario del Instituto de Estudios Zamoranos Florián de Ocampo, ISSN 0213-8212, N.º 23, 2006, pags. 299-316.
  - Sobre norma y normas. Archivo de filología aragonesa, ISSN 0210-5624, Vol. 59-60, 2, 2002‑2004, pags. 1105-1118.
  - De nuevo sobre las condicionales con "como". Revista de investigación lingüística, ISSN 1139-1146, Vol. 5, N.º. 1, 2002, pags. 105-120.
  - Salamanca en el conjunto de las hablas de Castilla y León. Salamanca: revista de estudios, ISSN 0212-7105, N.º 43, 1999 (Ejemplar dedicado a: Monográfico en memoria de D. Antonio Llorente Maldonado), pags. 297-321.
  - La Gramática de Alarcos entre la descripción y la norma. Español actual: Revista de español vivo, ISSN 1135-867X, N.º 61, 1994, pags. 5-18.
  - Una categoría funcional discutida: el suplemento. Insula: revista de letras y ciencias humanas, ISSN 0020-4536, N.º 498-499, 1988, pag. 18.
  - Una categoría funcional discutida: el suplemento. Insula: revista de letras y ciencias humanas, ISSN 0020-4536, N.º 488-489, 1987, pag. 18.
- Colaboraciones en obras colectivas:
  - Sintaxis en el romance primitivo. El primitivo romance hispánico / coord. por Beatriz Díez Calleja, 2008, ISBN 978-84-935774-3-8, pags. 371-375.
  - "El dialecto leonés" y sus reescrituras virtuales. Ramón Menéndez Pidal y el dialecto leonés, (1906-2006) / coord. por José Ramón Morala Rodríguez, 2007, ISBN 978-84-935774-5-2, pags. 131-153.
  - Cuestiones metodológicas sobre los estudios de disponibilidad léxica. Natividad Hernández Muñoz, Julio Borrego Nieto. Actas del V Congreso de Lingüística General : León 5-8 de marzo de 2002 / coord. por Milka Villayandre Llamazares, Vol. 2, 2004, ISBN 84-7635-575-2, pags. 1519-1527.
  - Algunas preguntas en relación con el concepto de léxico disponible. Diccionario, léxico y cultura / coord. por María Victoria Galloso Camacho, Josefina Prado Aragonés, 2004, ISBN 84-96373-34-7, pags. 59-69.
  - Norma hispánica y normas regionales en los medios de comunicación. Medios de comunicación y enseñanza del español como lengua extranjera [Archivo de ordenador]: actas del XIV Congreso Internacional de "ASELE", Burgos, 2003 / coord. por Hermógenes Perdiguero Villarreal, Antonio A. Álvarez, 2004, ISBN 84-96394-02-6, pags. 65-72.
  - ¿En qué cambia la universidad la disponibilidad léxica de los preuniversitarios? Julio Borrego Nieto, María del Carmen Fernández Juncal. Lengua, variación y contexto : estudios dedicados a Humberto López Morales / coord. por Francisco Moreno Fernández, José Antonio Samper Padilla, María Vaquero, María Luz Gutiérrez Araus, César Hernández Alonso, Francisco Gimeno Menéndez, Vol. 1, 2003, ISBN 84-7635-562-9, pags. 167-178.